# Femeie cântând la chitară
Femeie cântând la chitară este o pictură în ulei pe pânză realizată de Auguste Renoir în 1897, aflată acum la Muzeul de Arte Frumoase din Lyon, care a cumpărat-o în 1901.
Renoir a pictat mai multe tablouri ale unor chitariști și, împrumutând motive clasice – aici, el este influențat de Camille Corot, Titian și Rubens. Lucrarea a fost una dintre primele picturi achiziționate de Paul Durand-Ruel.